# ملكة جمال الدولية 1961
ملكة جمال الدولية 1961 ، عقدت ملكة جمال الدولية الثانية في 28 يوليو 1961 في قاعة لونج بيتش البلدية في لونج بيتش ، كاليفورنيا ، الولايات المتحدة. تنافس 52 متسابقة على اللقب، توجت ستام فان باير من هولندا كانت تبلغ من العمر 19 عامًا فقط عندما توجت بلقب ملكة جمال الدولية عام 1961 من قبل صاحبة اللقب المنتهية ولايتها ، ستيلا ماركيز من كولومبيا.

## النتائج

### المراكز النهائية
| النتائج النهائية       | المتنافسة |
| ---------------------- | --- |
| ملكة جمال الدولية 1961 | - هولندا - ستانى فان باير |
| الوصيفة الأولى         | - البرازيل - فيرا براونر مينيزيس |
| الوصيفة الثانية        | - إسبانيا - ماريا سيرفيرا فرنانديز |
| الوصيفة الثالثة        | - كندا - إدنا ماكفيكار |
| الوصيفة الرابعة        | - أيسلندا - سيغرون راجنارسدوتير |
| أفضل 15                | - سيلان - كمالا أثودا - فنلندا - مارجا ريونا - أيرلندا - ايرين كين - إسرائيل - داليا لايون - مالايا - هيلين تان هونغ لين - النرويج - آسي شميدلينج - بنما - أنجيلا الكوف - باراغواي - غلاديس فرنانديز - تايوان - دوللي ما - ألمانيا الغربية - رينات مولر |

## الروابط الخارجية
- موقع ملكة جمال الدولية الرسمي
- باجينتوبوليس - ملكة جمال الدولية 1961